# Vilémovice (okres Blansko)
Obec Vilémovice se nachází v okrese Blansko, kraj Jihomoravský. Žije zde 345 obyvatel. Obec leží v Chráněné krajinné oblasti Moravský kras. Jediné katastrální území obce nese název Vilémovice u Macochy.

## Historie
První písemná zmínka o obci pochází z 3. prosince 1267, kdy zde biskup Bruno ze Schauenburku koupil od šlechtice Mukaře třináct lánů a připojil je ke své državě na hradě Blanseku. V této době se ves uvádí jako Willemslag. Podruhé se ves uvádí na soupisu blanenského zboží z let 1317–1320. Vesnice se v pozdějším období stala součástí holštejnského panství, protože roku 1349 ji (Wilhlemschlag) kupuje spolu s hradem Holštejnem, městečkem Jedovnice a dalšími vesnicemi Vok I. z Holštejna. V roce 1481 vlastnil část Vilémovic držitel jedovnického panství Matěj ze Želetavy. V letech 1569 a 1573 přešla část vesnice koupí na majitele rájeckého panství Bernarta Drnovského z Drnovic.
V roce 1715 řádil ve vsi mor a zemřelí byli pochováni v hromadném hrobě poblíž vesnice, toto místo se dnes nazývá "Krchůvek." Roku 1725 byla na památku ukončení tohoto moru postavena kaple sv. Petra z Alkantary. Občané se tehdy zavázali, že podniknou každoročně v pátek před sv. Duchem pouť na Svatý Kopeček u Olomouce.
V roce 1846 bylo v obci 68 domů a 491 obyvatel. Roku 1900 ve Vilémovicích žilo 565 obyvatel.
Před koncem druhé světové války nedaleko vesnice havarovala dvě vojenská letadla.

## Pamětihodnosti
- Kaple svatého Petra z Alkantary
- ve výběžku katastrálního území Vilémovice u Macochy se nachází propast Macocha

## Galerie

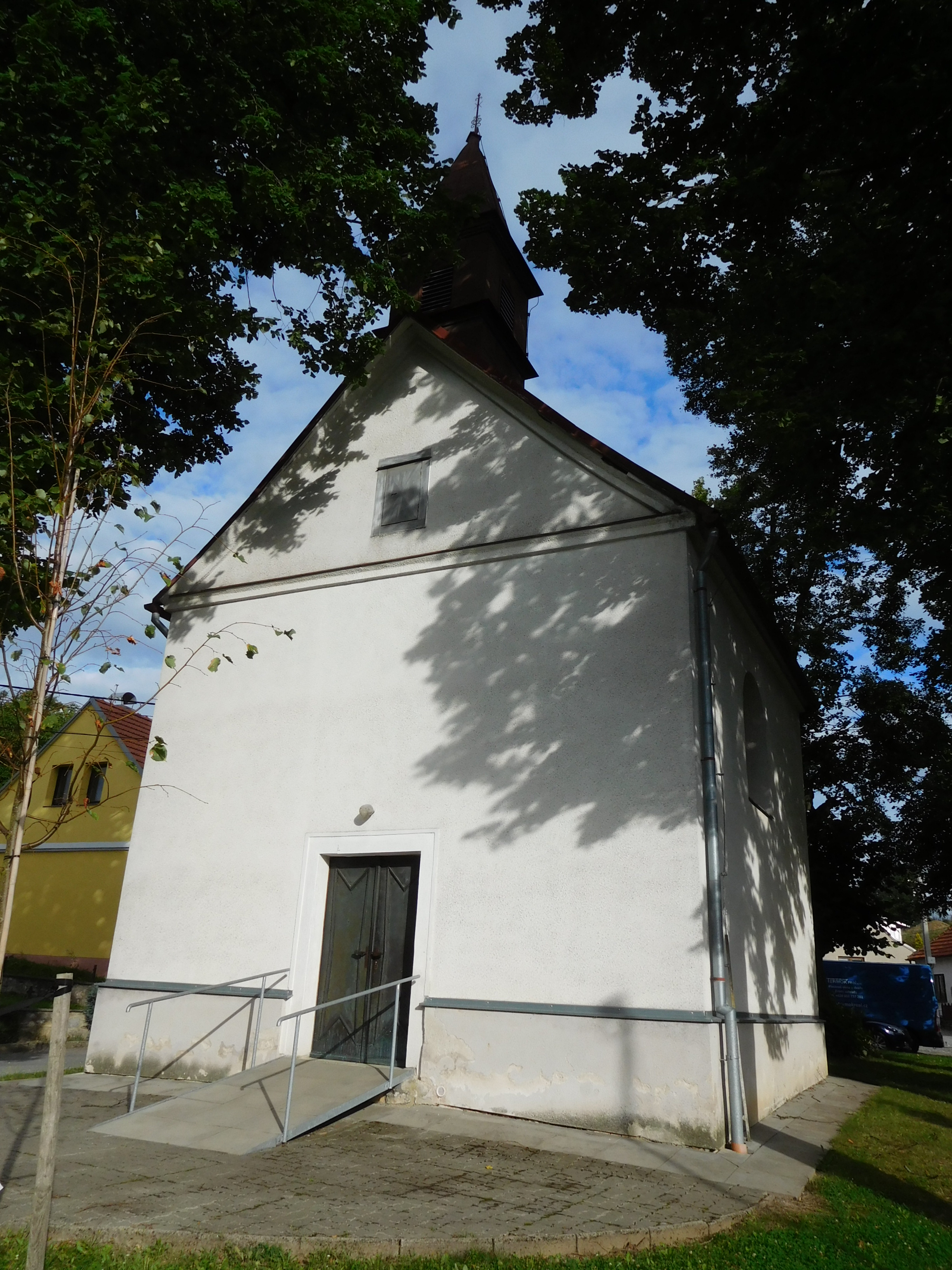
Kaple svatého Petra z Alkantary
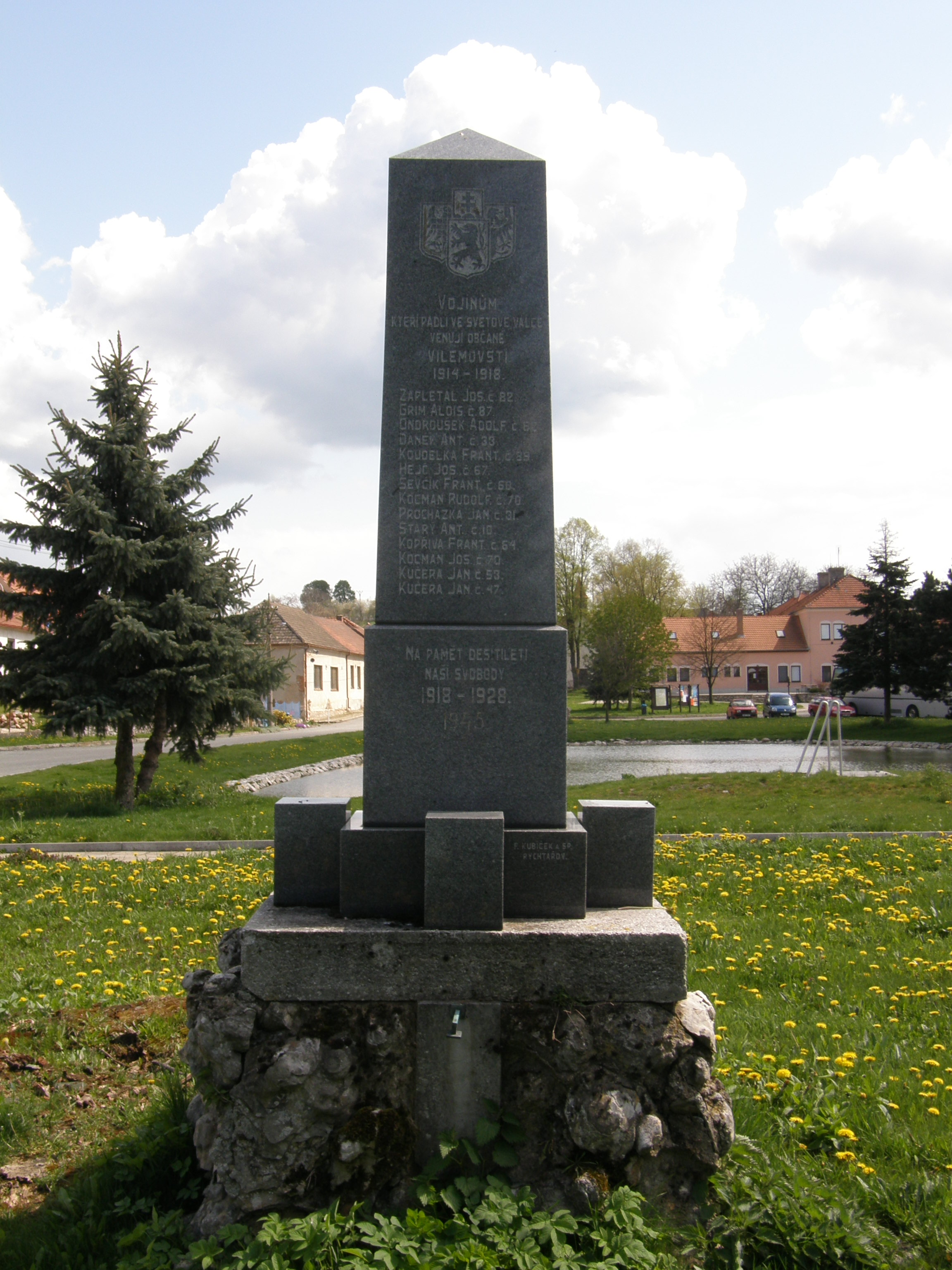
Památník obětem první světové války
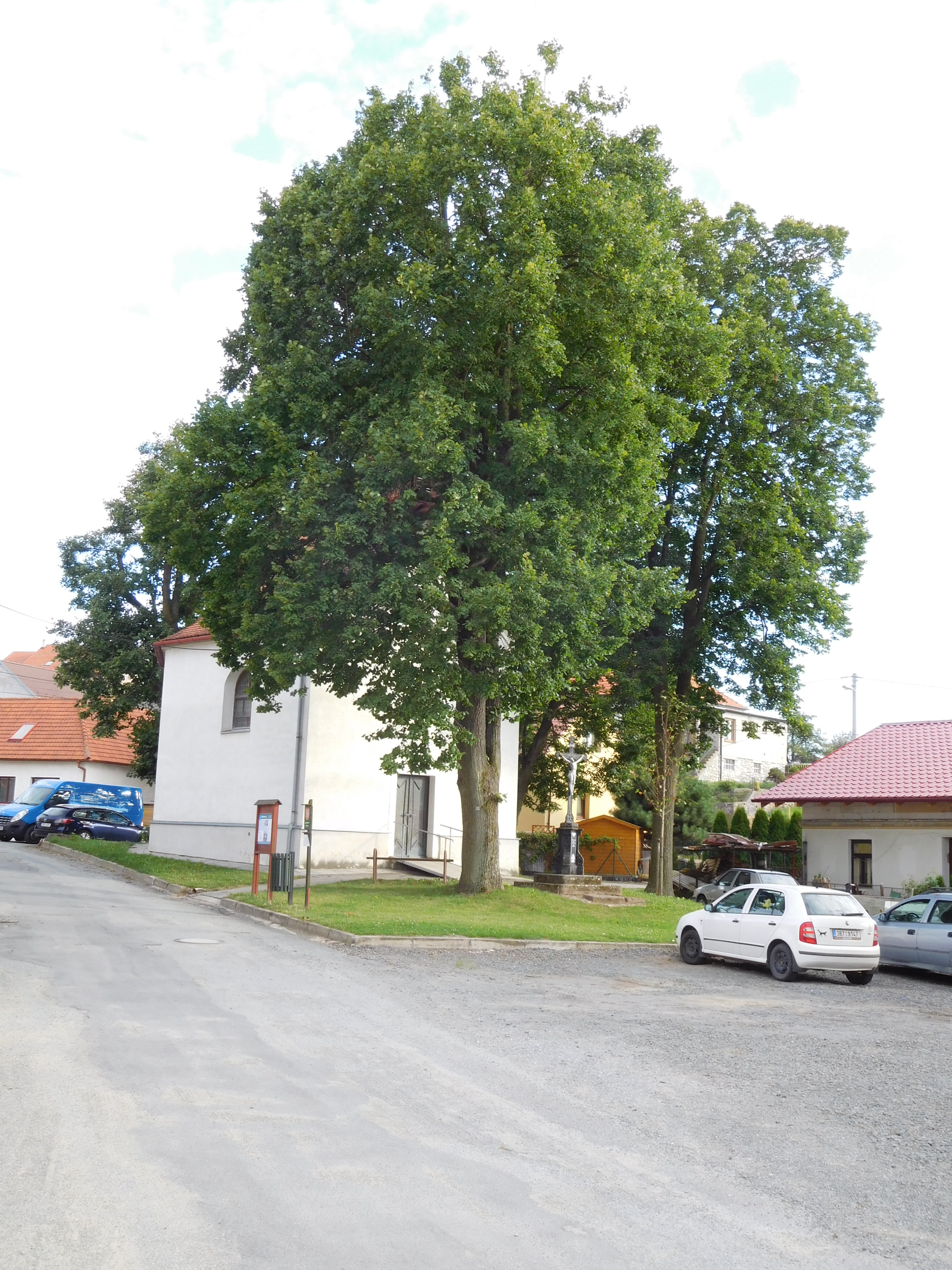
Památné lípy
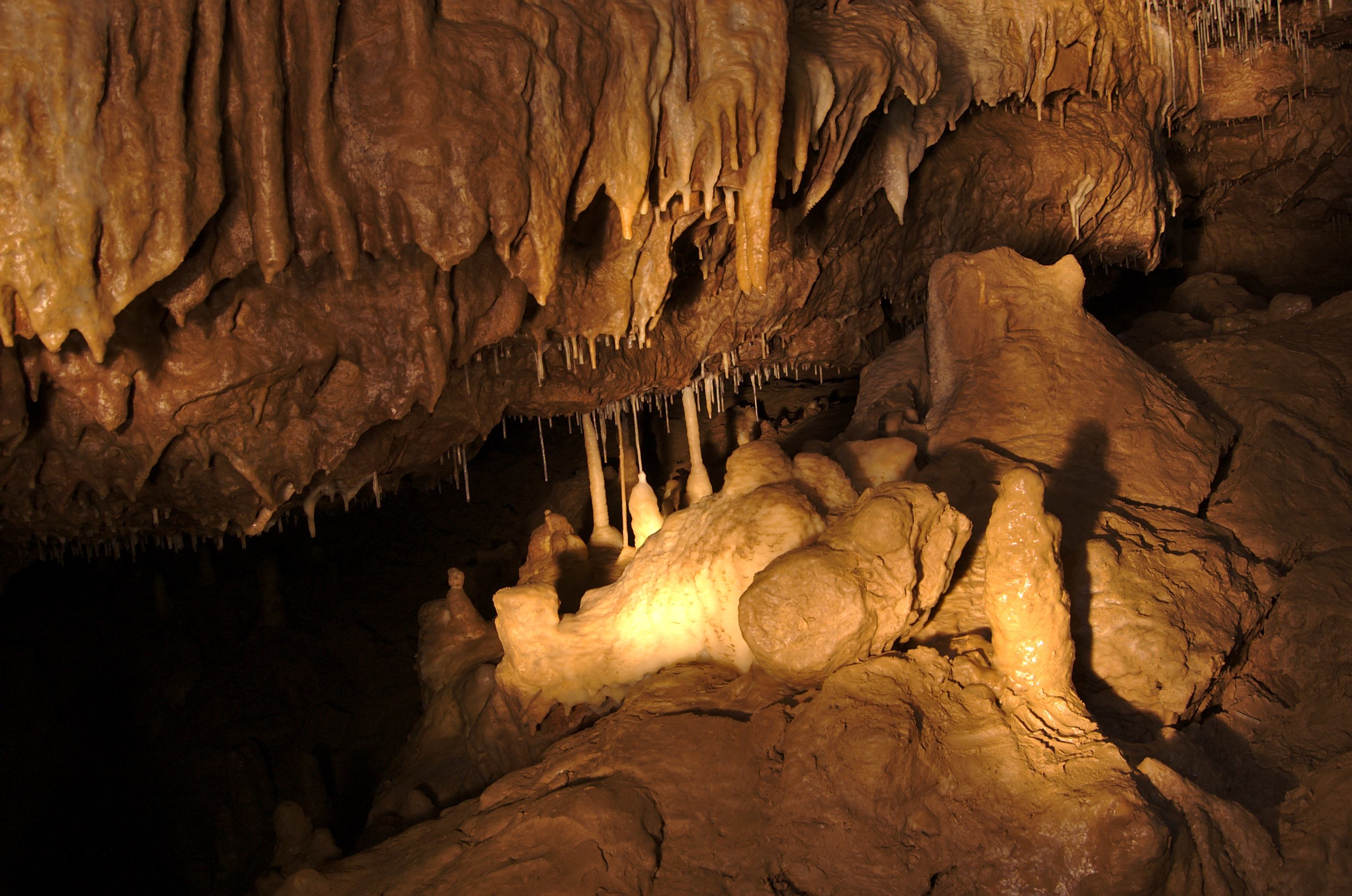
Harbešská jeskyně

## Významné osobnosti
- František Ševčík (1942–2017), československý hokejista